# Házi szamár
A házi szamár (Equus africanus asinus) a lónál kisebb termetű s annál kisebb elterjedtségű, háziasított emlős a páratlanujjú patások (Perissodactyla) rendjéhez tartozó lófélék (Equidae) családján belül. A lóval keresztezett hibridje az öszvér.

## Eredete
Alfred Brehm szerint a házi szamár a núbiai vagy afrikai vadszamár (Equus africanus) leszármazottja, amit azután háziasítottak. Ezt bizonyítja vállkeresztje és rendszerint csíkozatlan végtagjai. Előfordul azonban, hogy csíkos mustrázat jelenik meg a végtagjain, ez gyakrabban fordul elő a szamaraknál, mint a lovaknál. Ez a jelenség magyarázható a Szomáliföldön a szomáliai vadszamárral való keveredéssel, vagy pedig, éppen úgy, mint a ló esetében – a csíkos ősökre való visszaütéssel.

## Elterjedése
Mivel nehezen tűri a hideget és a nedvességet, ezért korlátozottak a számára megfelelő területek. A melegebb vidékeken fordul elő nagyobb számban, így Észak-Afrikában, Egyiptomban, Szíriában, Perzsiában, Dél-Európában, Görögországban kedvelt háziállat. Oroszországban és az északi területeken szinte nem is tenyésztik. Magyarországon is tenyésztenek szamarakat, bár már nem olyan nagy számban, mint korábban.
A magyar parlagi szamarat 2004-ben ismerték el önálló fajtaként.

## Megjelenése
A folytonos kereszteződés folytán többféle színezetet is megfigyelhetünk a házi szamáron. Az eredeti vadszínnek a teljes kifakulásáig, kivilágosodásáig egészen a fehérig, többféle árnyalat megtalálható. De az ellenkezője is előfordul, vagyis a barnáig való besötétedéséig. A tarka foltozottság, ami a lovaknál megfigyelhető, a szamárnál nem, vagy csak nagyon ritkán jelentkezik. Tarka szamarakról Kőhler tesz említést, amelyek Kínában a San-tung tartományban éltek. A vadszamárnak világos fehér hasa van, ez minden fajtánál jelentkezik, a fehér szamár jellegzetessége, hogy világos patája és világoskék "csóka-szeme" van. Hidegebb vidékeken a házi szamár is sűrű, lompos szőrt tud növeszteni, mint egyes lófajták. Ennek a téli szőrnek a hosszúsága néha elérheti az egy lábat is.
A házi szamár termete a tenyésztési és gondozási körülmények szerint változó. Egyes területeken kisebbek az átlagosnál, így például Ceylon és Szardínia valamint a Baleár-szigeteken törpe szamarak élnek, amelyek a 76 cm vállmagasságot éppen, hogy elérik. Előfordulnak azonban az átlagosnál nagyobb termetű "lóméretű" szamarak is, mint a dél-arábiai Maszkatban tenyésztett nemes szamarak, amelyekből nyerges állatot nevelnek. Franciaországban óriás feketésbarna, nagy fülű szamarakat tenyésztettek ki, amelyek az öszvér-tenyésztésben jutnak fontos szerephez.
Vérmérséklete szerint nyugodt, békés állatoknak számítanak, Magyarországon mindössze csak egy halálos kimenetelű szamártámadást regisztráltak mindeddig.

## Szaporodása
A szamár párosodása a tavasz utolsó, vagy a nyár első hónapjaira esik, a déli vidékeken azonban egész éven át fogamzóképes, sárlik. A mén jellegzetes ordításával adja tudtul a kancának párosodási szándékát. A szamarak vemhességi ideje hosszabb, mint a lovaké, így a párzás után kb. 12-13 hónapra születik meg a nyitott szemű, teljesen kifejlődött utód. Rendszerint a kanca egy csikót ellik, de ritkán előfordul a kettős ellés is. A csikó elválasztása 5-6 hónap múlva történik meg, de még sokáig követi az anyját, amely megvédi minden veszélytől. A csikó teljes érettségét a harmadik életévében éri el. Nagyon hosszú ideig él, akár a 40-50 évet is megérheti.

## Képek

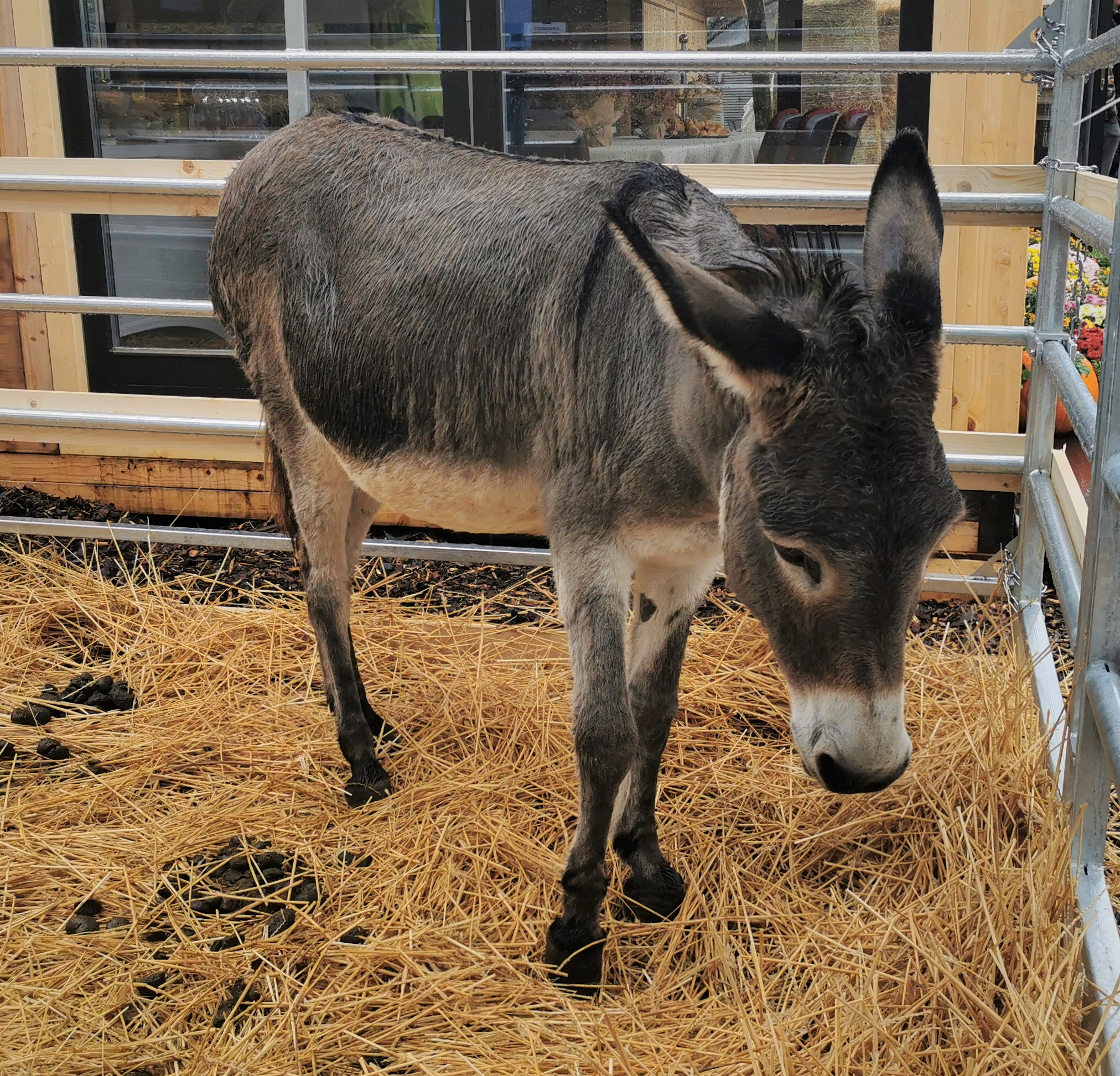
Parlagi szamár.jpg
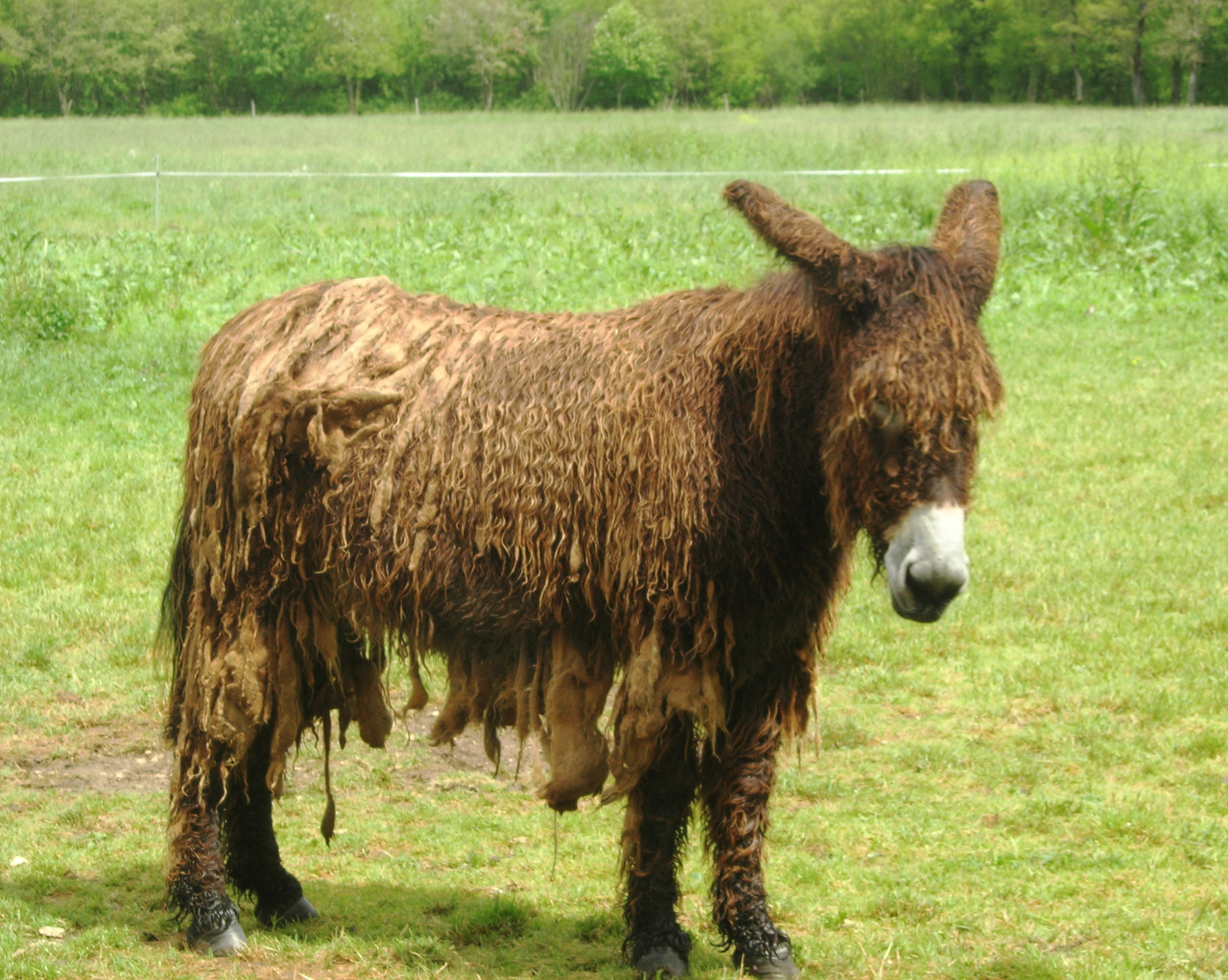
Francia óriás szamár
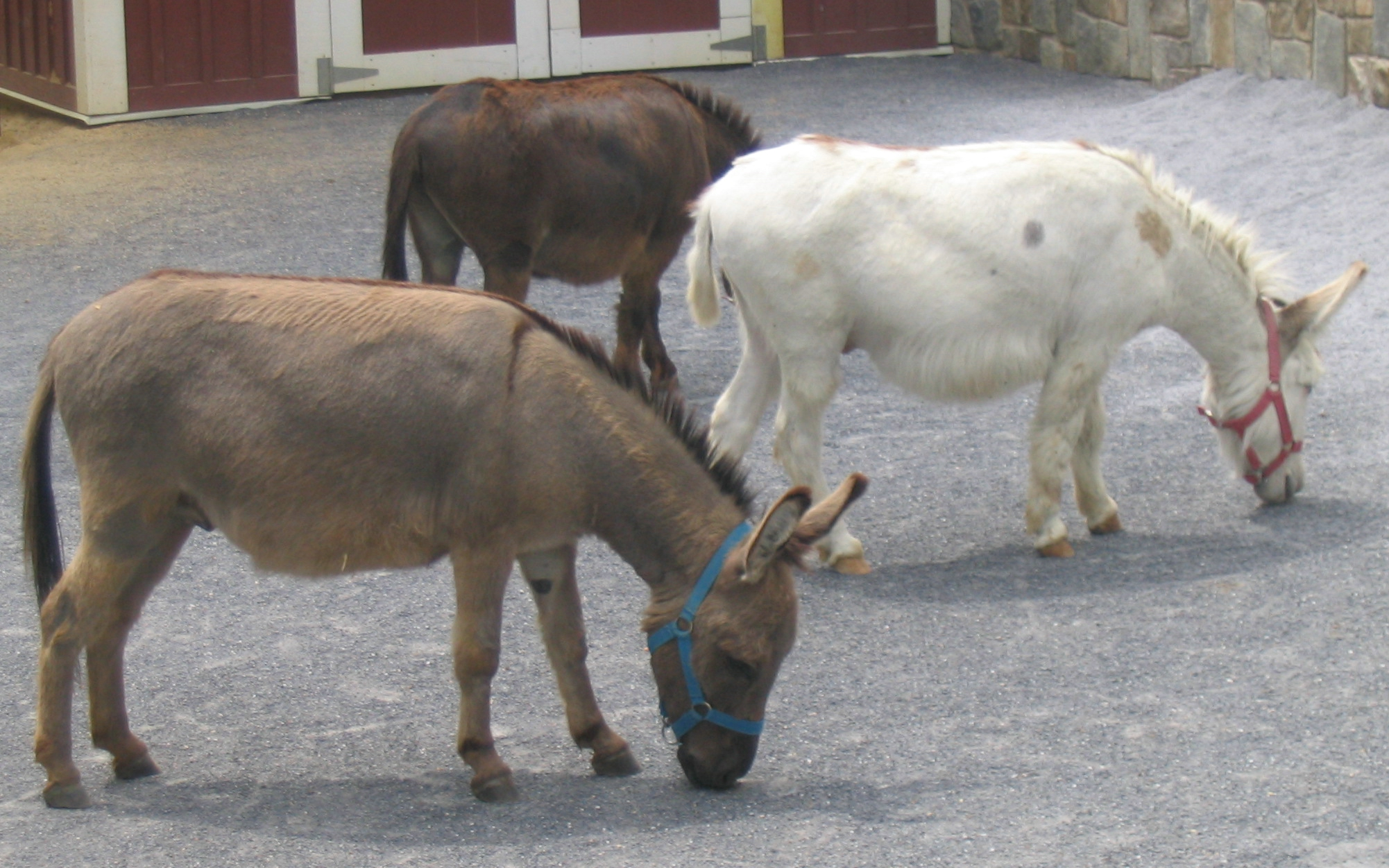
Mediterrán törpeszamarak
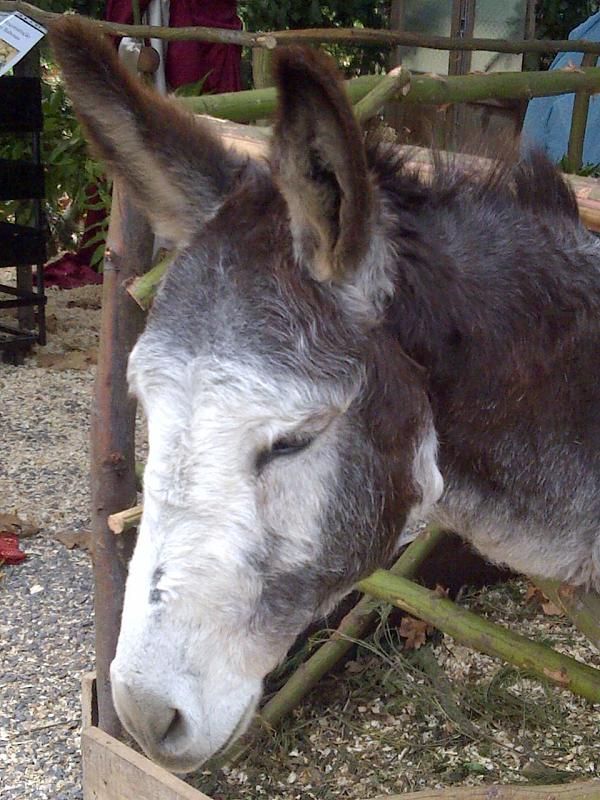
A házi szamár feje
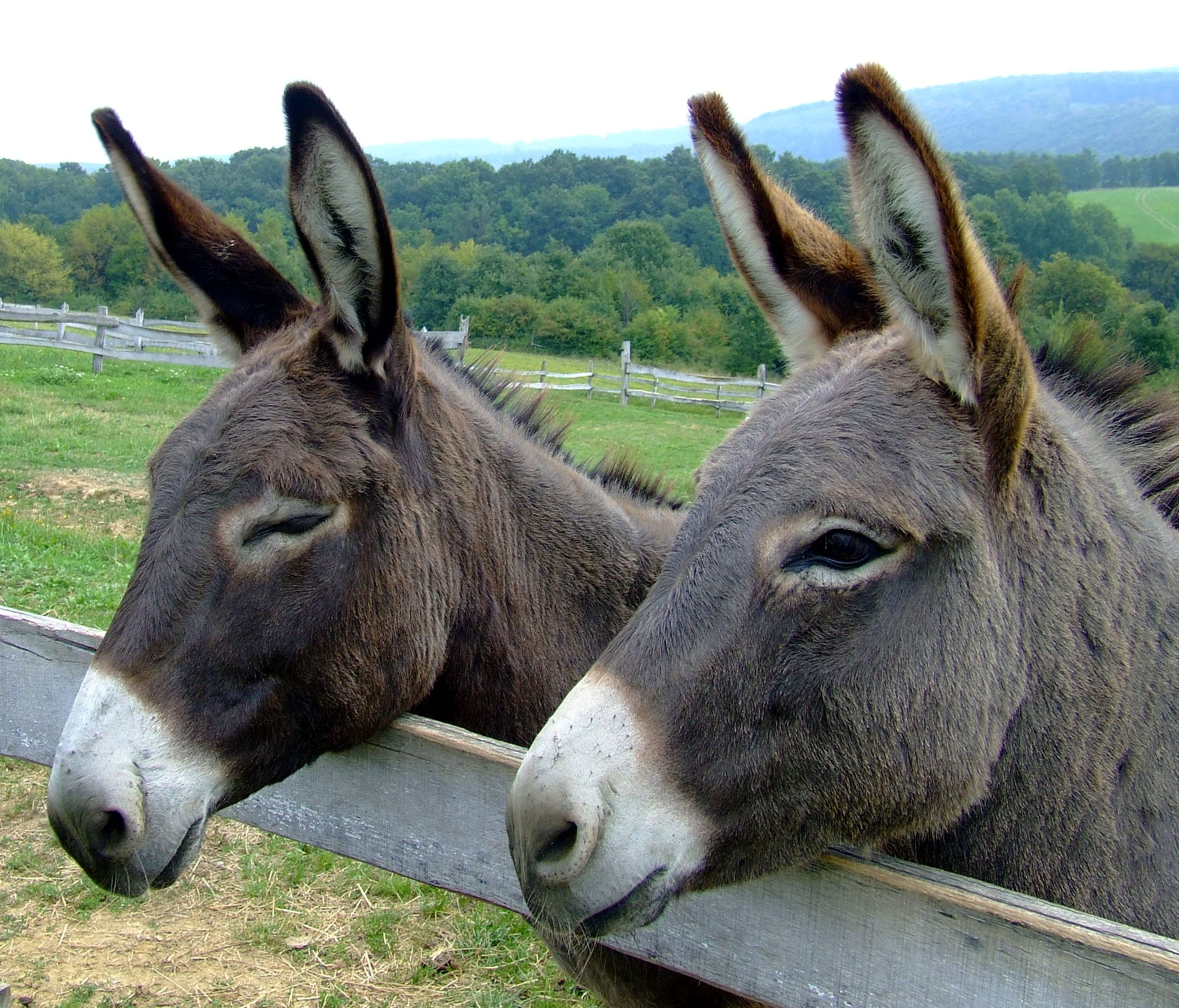
Szamarak Orfűn
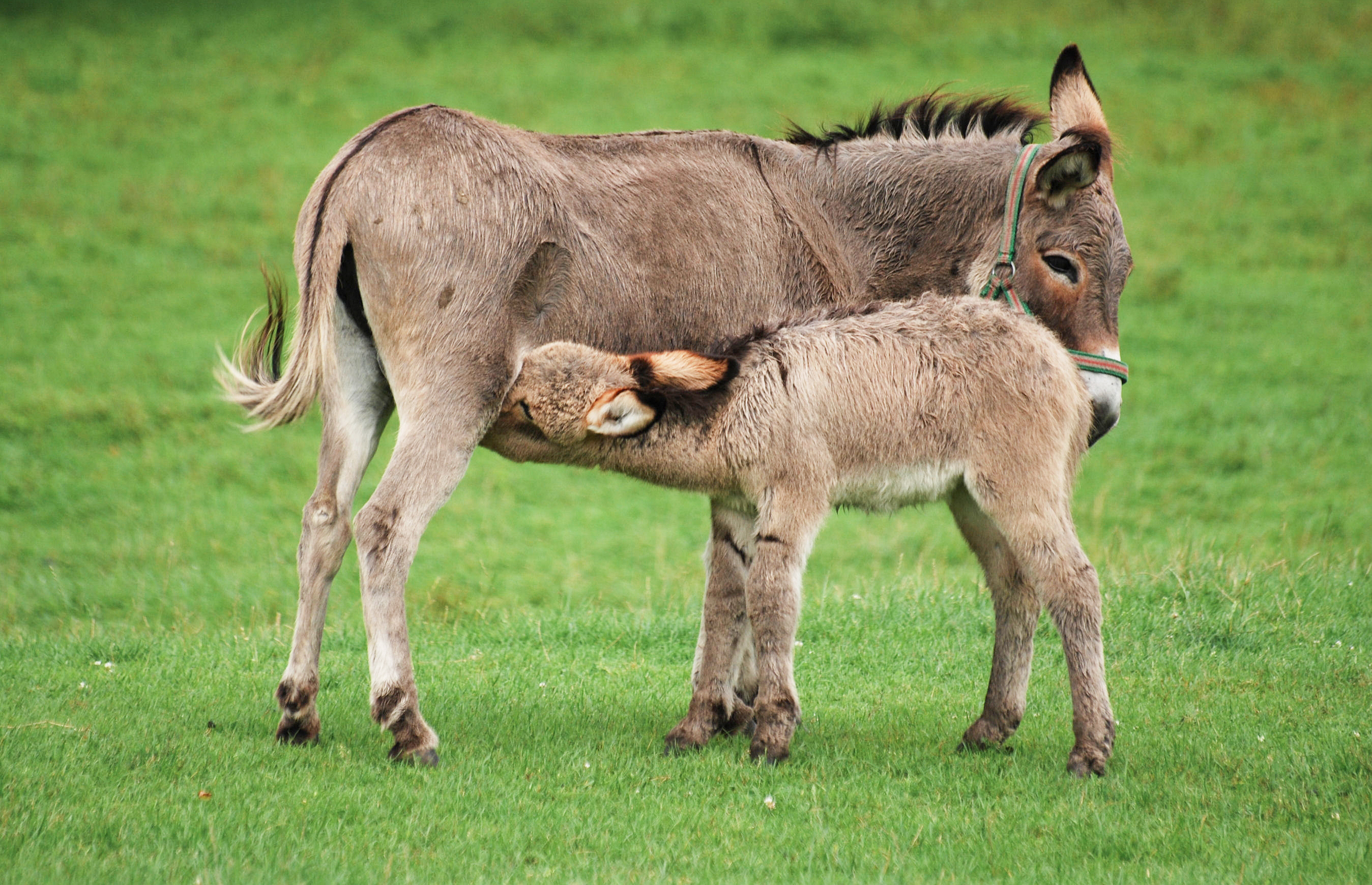
Kiscsikó táplálkozik